# Ramayana

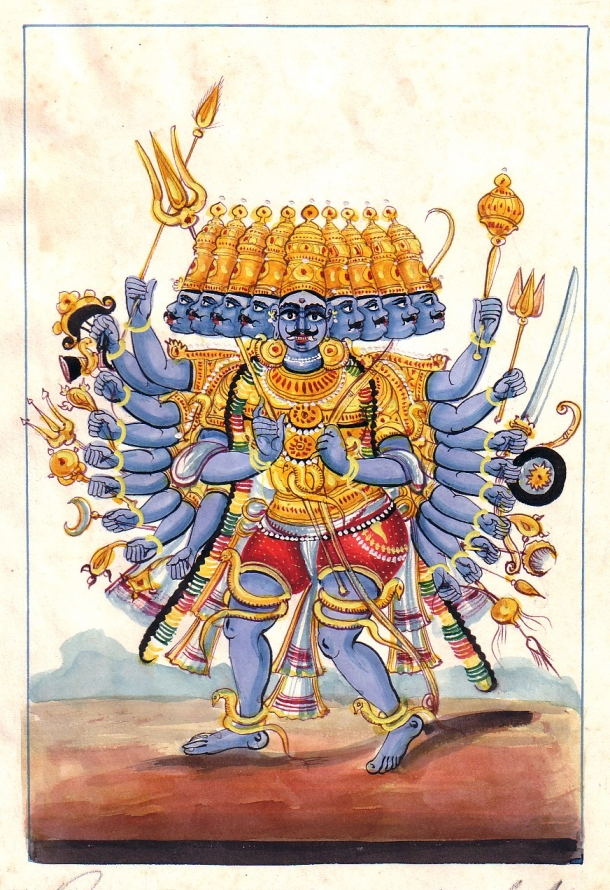
Demonen Ravana, den onde i Ramayanaeposet

Ramayana (sanskrit: Historien om Rama), är ett indiskt epos från omkring 200-talet f.Kr. som tros vara nedtecknat av Valmiki. Det är redigerat av Tulsidas (1532-1623). Verket består i olika upplagor av mellan 24 000 och 43 000 strofer om vardera 16 stavelser. Det använder cantoindelning
Ramayana berättar om Ramas äventyr, vilken tillsammans med sina bröder var en inkarnation av guden Vishnu. Berövad sin kungatron i Ayodhya lierar sig Rama med apkungen Sugriva, och dennes general Hanuman. Slutligen dödar Rama demonen Ravana med en förgylld pil och återtar sin tron.